# Carpathonesticus fodinarum
Carpathonesticus fodinarum är en spindelart som först beskrevs av Kulczynski 1894.  Carpathonesticus fodinarum ingår i släktet Carpathonesticus och familjen grottspindlar.
Artens utbredningsområde är Rumänien. Inga underarter finns listade.